# Theocharakis-Stiftung
Die Vassilis-und-Marina-Theocharakis-Stiftung für Bildende Kunst und Musik (griechisch Ίδρυμα Εικαστικών Τεχνών και Μουσικής Βασίλη και Μαρίνας Θεοχαράκη) ist eine griechische gemeinnützige Stiftung mit Sitz in Athen.

## Informationen
Die Stiftung hat ihren Sitz in Athen und wurde 2004 von dem Ehepaar Vasilis und Marina Theocharakis gegründet. Die offizielle Eröffnung fand am 5. Dezember 2007 mit einer retrospektiven Ausstellung von Werken des griechischen Malers Spyros Papaloukas statt.
Ziel der Stiftung ist die Förderung von Musik und bildender Kunst mit Schwerpunkt auf moderner Kunst, griechischen Künstlern und der Zusammenarbeit mit einschlägigen Institutionen in Griechenland und im Ausland.
Zu den Aktivitäten der Stiftung gehören Ausstellungen, Konzerte, Führungen, Gespräche und Vorträge über Musik und bildende Kunst. Während ihrer Tätigkeit hat sie thematische und retrospektive Ausstellungen über Persönlichkeiten der Literatur und Kunst präsentiert und hat mit Museen und Sammlungen aus Griechenland und dem Ausland zusammengearbeitet. Besonderer Wert wird auf die Ausbildung und das Einführung junger Menschen in den Bereichen Kunst, ästhetische Erziehung und Museen gelegt. Die Sammlung der Stiftung umfasst eine Reihe von Werken des Malers Spyros Papaloukas, die in 2006 von der Tochter des Künstlers, Mina Papaloukas, gestiftet wurden.
Die Stiftung ist in einem denkmalgeschützten Privatgebäude aus den 1920er Jahren untergebracht, das von dem Architekten Vasilios Tsagris entworfen wurde und als Megaro Rendi bekannt ist. Es verfügt über Säle, in denen Veranstaltungen und Bildungsprogramme für alle Altersgruppen stattfinden, einen Gastronomiebereich, und ist barrierefrei.